# Iljaz Halimi
Iljaz Halimi (mac. Илјаз Халими) lub Ilijaz Halimi (mac. Илијаз Халими; ur. 7 lutego 1954 we wsi Sušiće) – północnomacedoński polityk pochodzenia albańskiego, wiceprzewodniczący Zgromadzenia Republiki Macedonii w latach 1998–2002, kandydat w wyborach prezydenckich z 2014 roku.

## Życiorys
Ukończył studia na Uniwersytecie w Prisztinie, pracował w tetowskim liceum im. Cyryla Pejczinowicza jako nauczyciel socjologii oraz filozofii, następnie był wicedyrektorem tejże placówki.
Należał do grona założycieli powstałej w 1997 roku Demokratycznej Partii Albańczyków, w której objął funkcję wiceprezesa. Zasiadał przez kilka kadencji w Zgromadzeniu Republiki Macedonii, w latach 1998–2002 pełnił funkcję wiceprzewodniczącego parlamentu. Do 2008 roku był wiceministrem obrony, następnie pracował w administracji gminy Tetowo. W 2014 roku kandydował na urząd prezydenta Macedonii w ramach wyborów prezydenckich; zdobywając 4,49% poparcia, co przełożyło się na 3. miejsce.

## Życie prywatne
Żonaty z Zejną, w 2000 roku małżeństwu urodził się syn.